# Otto Thoresen
Otto Ivar Thoresen, född 4 februari 1904 i Oslo, död 28 november 1959 i Stockholm, var en norsk-svensk premiärdansör.
Otto Thoresen var son till fabrikören Edvard Thoresen och Harriet Hansen. Han var i Oslo elev till Augusta Johannesén. 1921–1949 var han engagerad vid Kungliga teatern i Stockholm. 1929 blev han premiärdansör. Thoresen medverkade vid Kungliga teaterns gästspel i Oslo, Köpenhamn, Helsingfors och Riga samt gjorde revygästspel vid Mosebacketeatern i Stockholm och på Liseberg i Göteborg. Han var även gästbalettmästare för Karl Gerhards revyer och i operetter på Oscarsteatern i Stockholm, bland annat Zigenarprimas samt engagerades 1953 som balettmästare vid Stora teatern i Göteborg. Thoresen, som blev svensk medborgare 1932, innehade från 1935 eget balettinstitut i Stockholm. Han var en av Kungliga teaterns skickligaste dansörer. Som koreograf byggde han på klassisk tradition. Bland Thoresens roller märks Moren i Petruschka, Rosens ande i Fokins Rosendrömmen, Blå bergens dotters käraste i Armidas paviljong, Paris i Offenbach i Olympen, Mercurius i Gudinnornas strid, spanske dansörer i Boléro, sprattelgubben i Lille Petters resa till månen samt roller i Tycho Brahes dröm, Coppélia, Casanova och Carina Aris Ode till rosen.